# Carlos Rojas González
Carlos Rojas González (Facatativá, 18 de abril de 1933-Bogotá, 3 de mayo de 1997) fue un pintor Colombiano reconocido principalmente por ser cofundador de la Facultad de Bellas Artes de la Universidad de los Andes y de la Facultad de Bellas Artes de la Universidad Jorge Tadeo Lozano, en Bogotá.

## Biografía
Carlos Rojas nace en Facatativá el 18 de abril de 1933, hijo de Arturo Rojas, campesino agricultor y su esposa Elisa González, debido a la propia profesión de su padre, rojas se cría en el ambiente campesino de Cundinamarca y Boyacá. A los 12 años ingresó al seminario de Tuta en Boyacá y posteriormente al seminario de Albán más cerca de su familia. Posteriormente abandonaría los estudios religiosos, Continuaría sus estudios ordinarios en el Colegio Emiliano Cifuentes en Facatativá y terminaría el bachillerato en el Colegio Virrey Solís de Bogotá.
En su infancia, Rojas tuvo cercanía a la religión con un sacerdote (Padre Olivares), quien lo incentivó a dibujar, conociendo así su talento y preferencia por el arte sobre la religión católica, a pesar de eso creencias religiosas como la Cábala o el Tao, inspiraron especialmente su obra.

## Exposiciones
- 1958. Representa a Colombia en la Bienal Internacional de Venecia y en la Bienal Internacional de México,
- 1966. Museo Guggenheim de Nueva York.
- 1967. Museo Rodin de París
- 1970. EXPO 70, Osaka, Japón
- 1973. XII Bienal de São Paulo
- 1982. Bienal de Venecia.

## Premios/Distinciones
- 1964. Primer Salón Intercol de Pintura Joven.
- 1964. Tercer premio en el Primer Salón de la Universidad Nacional.
- 1965. Primer premio especial en Pintura en el XVII Salón de Artistas Nacionales.
- 1969. Primer Premio del XX Salón Nacional de Artistas
- 1973. Tercer Premio del XIV Salón de Artistas Nacionales.
- 1971. Primer Premio del Concurso Nacional Cime (en Bogotá).
- 1972. Concurso Cime. Premio Único Profesional, Premio Mundial (en Ginebra, Suiza).
- 1995. Caballero de las Artes y las Letras, concedido por el Gobierno de Francia, conjuntamente con el Maestro Edgar Negret.

## Crítica
Considerado por la crítica entre los principales artistas colombianos de los años 80.
"Ese mundo sagrado de Carlos Rojas se refiere al hombre mismo, a su capacidad de ser otro en la vida interior, de poder guardar dentro de sí otra posibilidad de existir que es continua y discontinua a la vez porque no está presente el tiempo lineal. El pasado, el presente y el futuro tienen la posibilidad de la simultaneidad. El hombre se encuentra con algo que no tiene nada de utilitario, pero recorre caminos inexplicables donde también existen las carencias y las ausencias."